# Johann Christian Bach-Akademie
Die Johann Christian Bach-Akademie war ein 1991 gegründetes Kölner Orchester, das auf historischen Instrumenten spielte. Künstlerische Leiter waren die Kölner Professorin für Barockvioline Ingeborg Scheerer und der Organist Johannes Geffert. Alle Mitglieder hatten jahrelange Erfahrungen in deutschen und europäischen Spitzenensembles gesammelt. Die Johann Christian Bach-Akademie pflegte sowohl das im Konzertbetrieb fest verankerte Repertoire wie auch die Wiederaufführung selten gespielter oder vergessener Werke. Anfang 2007 löste sich die Johann Christian Bach-Akademie auf. Mit der Auflösung einher ging die Neugründung des Ensembles Concerto con Anima, das sich verstärkt einer Musik jenseits des Barockrepertoires öffnen möchte, künstlerisch wiederum geleitet von Ingeborg Scheerer.

## Diskografie
- Mozart und Mannheim (Holzbauer, Missa in C; Mozart, Drei Geistliche Hymnen KV 345), St. Thomas-Chorschule Wettenhausen, camerata vocale, Johann Christian Bach-Akademie, Leitung: Jürgen Rettenmaier. Live-Konzertmitschnitt des Bayerischen Rundfunks (Ersteinspielung), Carus 83.141.
- Mozart, Kirchensonaten (Gesamteinspielung), Johannes Geffert (Orgel), Johann Christian Bach-Akademie, Audite 20.015
- Barocke Festmusiken (Eberlin, Missa a due Chori; Richter, Kemptener Te Deum), camerata vocale, Johann Christian Bach-Akademie, Leitung: Jürgen Rettenmaier. Live-Konzertmitschnitt des Bayerischen Rundfunks (Ersteinspielung), Carus 83.137.
- Italienische Orgelkonzerte (Vivaldi, Konzerte für Violine, Orgel und Streicher; Lucchesi, Konzert für Orgel und Streicher; J. Chr. Bach, Drei Konzertsätze für Orgel und Streicher), Ingeborg Scheerer (Violine), Johannes Geffert (Orgel), Johann Christian Bach-Akademie (Ersteinspielung), Audite 20.002.
- Panflöte – Violine – Barockorchester (Bach: Konzert d-Moll für Oboe (Panflöte), Violine, Streicher und B. c.; Vivaldi, Konzert op. 10 Nr. 4 G-Dur; Pergolesi, Konzert G-Dur; J. S. Bach: Ouverture Nr. 2 h-moll), Matthias Schlubeck (Panflöte), Ingeborg Scheerer (Violine), Johann Christian Bach-Akademie (Ersteinspielung), MS-0207-CD.
- J. S. Bach: Johannespassion BWV 245. Eva Maria Leonardy (Sopran), Ruth Sandhoff (Alt), Gerd Türk (Tenor), Peter Brechbühler (Bariton), Klaus Mertens (Bassbariton), Kölner Kantorei, Leitung: Volker Hempfling (Live-Konzertmitschnitt), 2CDs, AvI-Music 53 006.
- Carl Philipp Emanuel Bach: Konzerte G-Dur Wq 34 und Es-Dur Wq 35 für Orgel und Orchester, Sonate a-moll für Orgel Wq 70/4. Johannes Geffert an der Amalien-Orgel Berlin-Karlshorst, Johann Christian Bach-Akademie, Querstand VKJK 0528.
- Felix Mendelssohn Bartholdy, Paulus op. 36. Sunhae Im (Sopran), Elisabeth Graf (Alt), Christian Elsner (Tenor), Andreas Schmidt (Bass), Chor St. Michaelis Hamburg, Johann Christian Bach-Akademie, Leitung: Christoph Schoener (Live-Konzertmitschnitt) 2 CDs Mitra CD 16 402/403.